# Joseph-Célestin Nadon
Pour l’article homonyme, voir Nadon.
Joseph-Célestin Nadon, né le 11 janvier 1899 à Aumond et mort le 17 décembre 1953 à Maniwaki, est un bijoutier et homme politique fédéral, provincial et municipal du Québec.

## Biographie
Né à Sainte-Famille-d'Aumond dans la région des Outaouais, M. Nadon servit comme conseiller et maire de la municipalité de Maniwaki respectivement de 1928 à 1934 et de 1935 à 1939.
Élu député du Parti libéral du Québec dans la circonscription provinciale de Gatineau en 1939, il est réélu en 1944. Il est défait par l'unioniste Gérard Desjardins en 1948.
Élu député du Parti libéral du Canada dans la circonscription fédérale de Gatineau lors de l'élection partielle déclenchée après la démission de Léon-Joseph Raymond en 1949, il est réélu en 1953. Il meurt en fonction en 1953.
Son cousin, Alphonse Fournier, est député fédéral de Hull de 1930 à 1953.